# Gragnague
Gragnague (en occitan Granhaga) est une commune française située dans le nord-est du département de la Haute-Garonne, en région Occitanie. Sur le plan historique et culturel, la commune est dans le Frontonnais, un pays entre Garonne et Tarn constitué d'une succession de terrasses caillouteuses qui ont donné naissance à de riches terroirs, réputés pour leurs vins et leurs fruits.
Exposée à un climat océanique altéré, elle est drainée par le Girou, le ruisseau de Laragou, le ruisseau de la brante et par divers autres petits cours d'eau.
Gragnague est une commune rurale qui compte 2 428 habitants en 2022, après avoir connu une forte hausse de la population depuis 1975. Elle fait partie de l'aire d'attraction de Toulouse. Ses habitants sont appelés les Gragnaguais ou  Gragnaguaises.

## Géographie

### Localisation
La commune de Gragnague se trouve dans le département de la Haute-Garonne, en région Occitanie.
Elle se situe à 15 km à vol d'oiseau de Toulouse, préfecture du département, et à 9 km de Pechbonnieu, bureau centralisateur du canton de Pechbonnieu dont dépend la commune depuis 2015 pour les élections départementales.
La commune fait en outre partie du bassin de vie de Toulouse.
Les communes les plus proches sont : 
Saint-Marcel-Paulel (2,9 km), Saint-Jean-Lherm (3,2 km), Bonrepos-Riquet (3,3 km), Garidech (3,4 km), Montastruc-la-Conseillère (3,9 km), Castelmaurou (4,2 km), Beaupuy (4,5 km), Lavalette (5,1 km).
Sur le plan historique et culturel, Gragnague fait partie du Frontonnais, un pays entre Garonne et Tarn constitué d'une succession de terrasses caillouteuses qui ont donné naissance à de riches terroirs, réputés pour leurs vins et leurs fruits.
Gragnague est limitrophe de huit autres communes.
Les communes limitrophes sont  Beaupuy, Bonrepos-Riquet, Castelmaurou, Garidech, Lavalette, Montastruc-la-Conseillère, Saint-Jean-Lherm et Saint-Marcel-Paulel.
| Garidech     | Montastruc-la-Conseillère | Saint-Jean-Lherm    |
| Castelmaurou | Gragnague                 | Bonrepos-Riquet     |
| Beaupuy      | Lavalette                 | Saint-Marcel-Paulel |

### Géologie et relief
La superficie de la commune est de 1 304 hectares ; son altitude varie de 136  à   233 mètres.

### Hydrographie

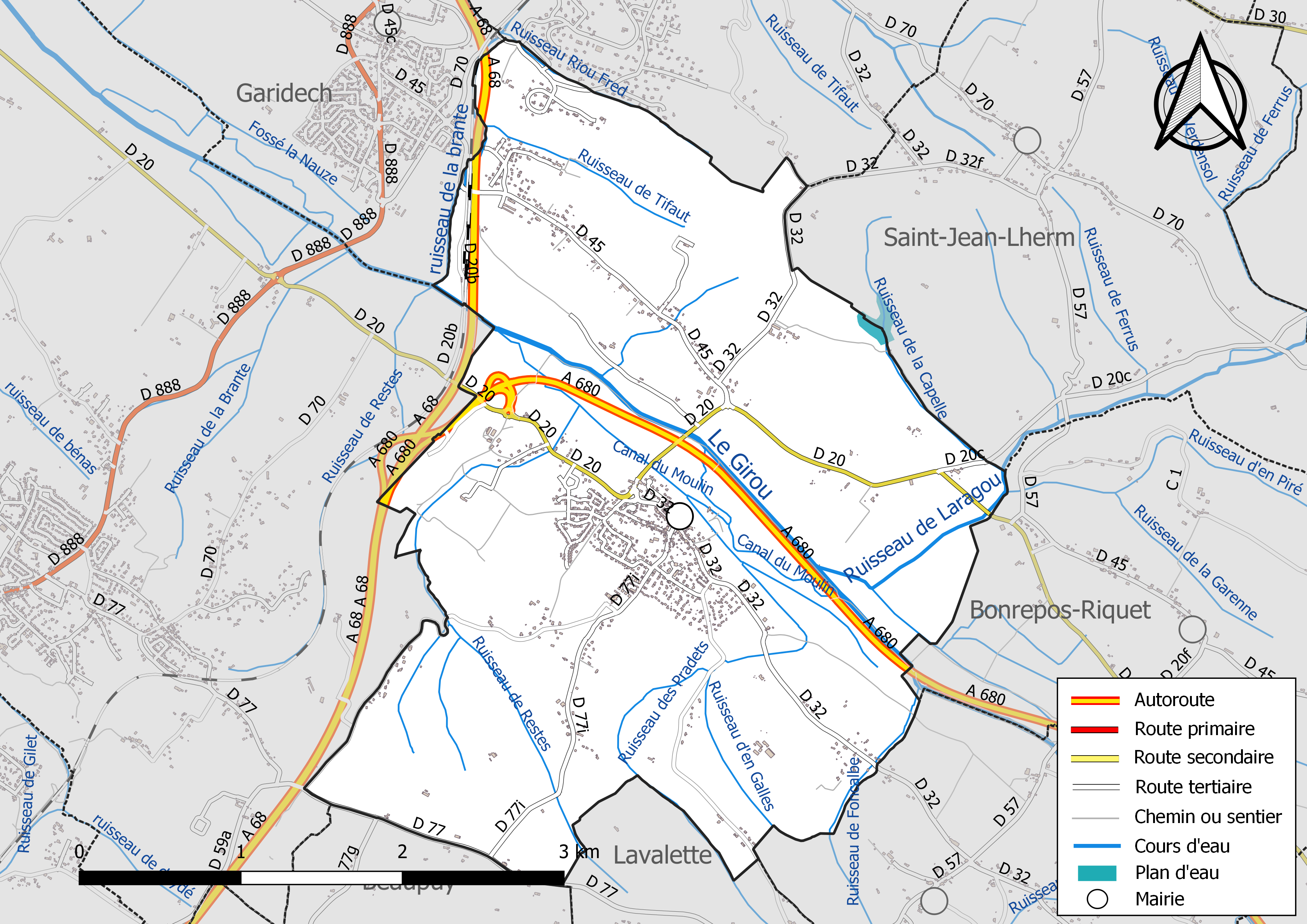
Réseaux hydrographique et routier de Gragnague.

La commune est dans le bassin de la Garonne, au sein du bassin hydrographique Adour-Garonne. Elle est drainée par le Girou, le ruisseau de Laragou, le ruisseau de la brante, Canal du Moulin, Canal du Moulin, le ruisseau de Foncalbe, le ruisseau de la Capelle, le ruisseau d'en Galles, le ruisseau d'en Piré, le ruisseau de Restes, le ruisseau de Restes, le ruisseau des Pradets, le ruisseau de Tifaut, le ruisseau Riou Fred et par divers petits cours d'eau, constituant un réseau hydrographique de 25 km de longueur totale,.
Le Girou, d'une longueur totale de 64,5 km, prend sa source dans la commune de Puylaurens (81) et s'écoule du sud-est vers le nord-ouest. Il traverse la commune et se jette dans l'Hers-Mort à Saint-Jory, après avoir traversé 31 communes.
Le ruisseau de Laragou, d'une longueur totale de 13,4 km, prend sa source dans la commune de Lavaur (81) et s'écoule d'est en ouest. Il se jette dans Le Girou sur le territoire communal, après avoir traversé 6 communes.

### Climat
Pour des articles plus généraux, voir Climat de l'Occitanie et Climat de la Haute-Garonne.
En 2010, le climat de la commune est de type climat du Bassin du Sud-Ouest, selon une étude s'appuyant sur une série de données couvrant la période 1971-2000. En 2020, Météo-France publie une typologie des climats de la France métropolitaine dans laquelle la commune est exposée à un climat océanique altéré et est dans la région climatique Aquitaine, Gascogne, caractérisée par une pluviométrie abondante au printemps, modérée en automne, un faible ensoleillement au printemps, un été chaud (19,5 °C), des vents faibles, des brouillards fréquents en automne et en hiver et des orages fréquents en été (15 à 20 jours).
Pour la période 1971-2000, la température annuelle moyenne est de 13,3 °C, avec une amplitude thermique annuelle de 16,1 °C. Le cumul annuel moyen de précipitations est de 745 mm, avec 10 jours de précipitations en janvier et 5,5 jours en juillet. Pour la période 1991-2020, la température moyenne annuelle observée sur la station météorologique la plus proche, située sur la commune de Blagnac à 16 km à vol d'oiseau, est de 14,2 °C et le cumul annuel moyen de précipitations est de 627,0 mm,. Pour l'avenir, les paramètres climatiques de la commune estimés pour 2050 selon différents scénarios d'émission de gaz à effet de serre sont consultables sur un site dédié publié par Météo-France en novembre 2022.

### Milieux naturels et biodiversité
Aucun espace naturel présentant un intérêt patrimonial n'est recensé sur la commune dans l'inventaire national du patrimoine naturel,,.

## Urbanisme

### Typologie
Au 1er janvier 2024, Gragnague est catégorisée commune rurale à habitat dispersé, selon la nouvelle grille communale de densité à sept niveaux définie par l'Insee en 2022.
Elle est située hors unité urbaine. Par ailleurs la commune fait partie de l'aire d'attraction de Toulouse, dont elle est une commune de la couronne,. Cette aire, qui regroupe 527 communes, est catégorisée dans les aires de 700 000 habitants ou plus (hors Paris),.

### Occupation des sols
L'occupation des sols de la commune, telle qu'elle ressort de la base de données européenne d’occupation biophysique des sols Corine Land Cover (CLC), est marquée par l'importance des territoires agricoles (81,3 % en 2018), en diminution par rapport à 1990 (87,2 %). La répartition détaillée en 2018 est la suivante : 
terres arables (81,3 %), forêts (8,5 %), zones urbanisées (8,3 %), zones industrielles ou commerciales et réseaux de communication (1,9 %). L'évolution de l’occupation des sols de la commune et de ses infrastructures peut être observée sur les différentes représentations cartographiques du territoire : la carte de Cassini (XVIIIe siècle), la carte d'état-major (1820-1866) et les cartes ou photos aériennes de l'IGN pour la période actuelle (1950 à aujourd'hui).

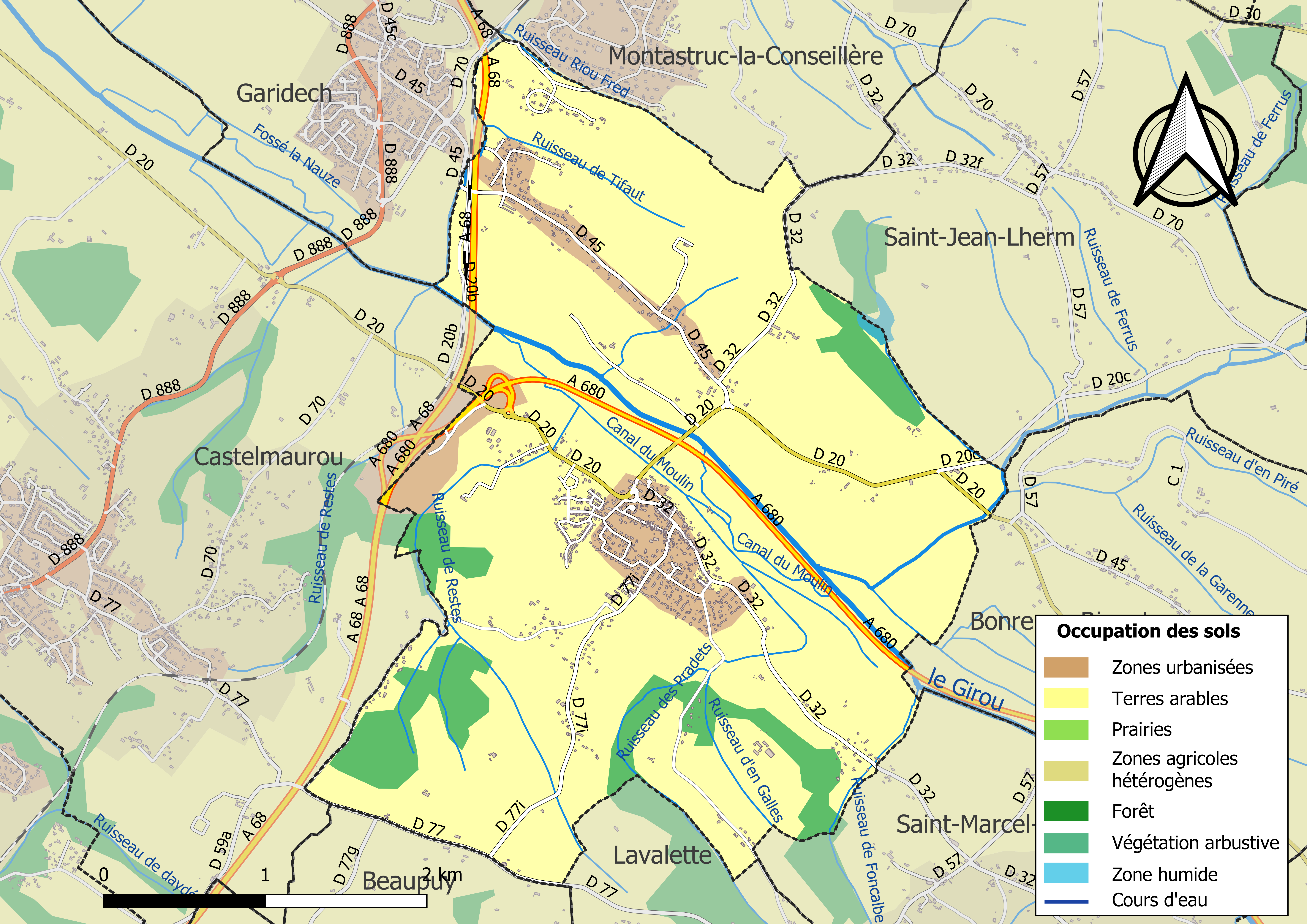
Carte des infrastructures et de l'occupation des sols de la commune en 2018 (CLC).

### Voies de communication et transports
Accès par l'autoroute A680  (sortie nos 3).
Par l'avion : l'aéroport de Toulouse-Blagnac (15 min)
La commune compte une gare sur son territoire, la gare de Gragnague, desservie quotidiennement par des TER Occitanie effectuant des relations entre Toulouse-Matabiau, Saint-Sulpice (Tarn) et Carmaux.
La ligne express Hop!304 du réseau Arc-en-Ciel relie la commune à la station Balma - Gramont du métro de Toulouse depuis Bessières, et la ligne 353 relie la commune à la station Balma - Gramont également depuis Bessières.

### Risques majeurs
Le territoire de la commune de Gragnague est vulnérable à différents aléas naturels : météorologiques (tempête, orage, neige, grand froid, canicule ou sécheresse), inondations et séisme (sismicité très faible). Un site publié par le BRGM permet d'évaluer simplement et rapidement les risques d'un bien localisé soit par son adresse soit par le numéro de sa parcelle.
Certaines parties du territoire communal sont susceptibles d’être affectées par le risque d’inondation par débordement de cours d'eau, notamment le ruisseau de Laragou. La commune a été reconnue en état de catastrophe naturelle au titre des dommages causés par les inondations et coulées de boue survenues en 1982, 1991, 1992, 1999, 2000, 2009 et 2018,.

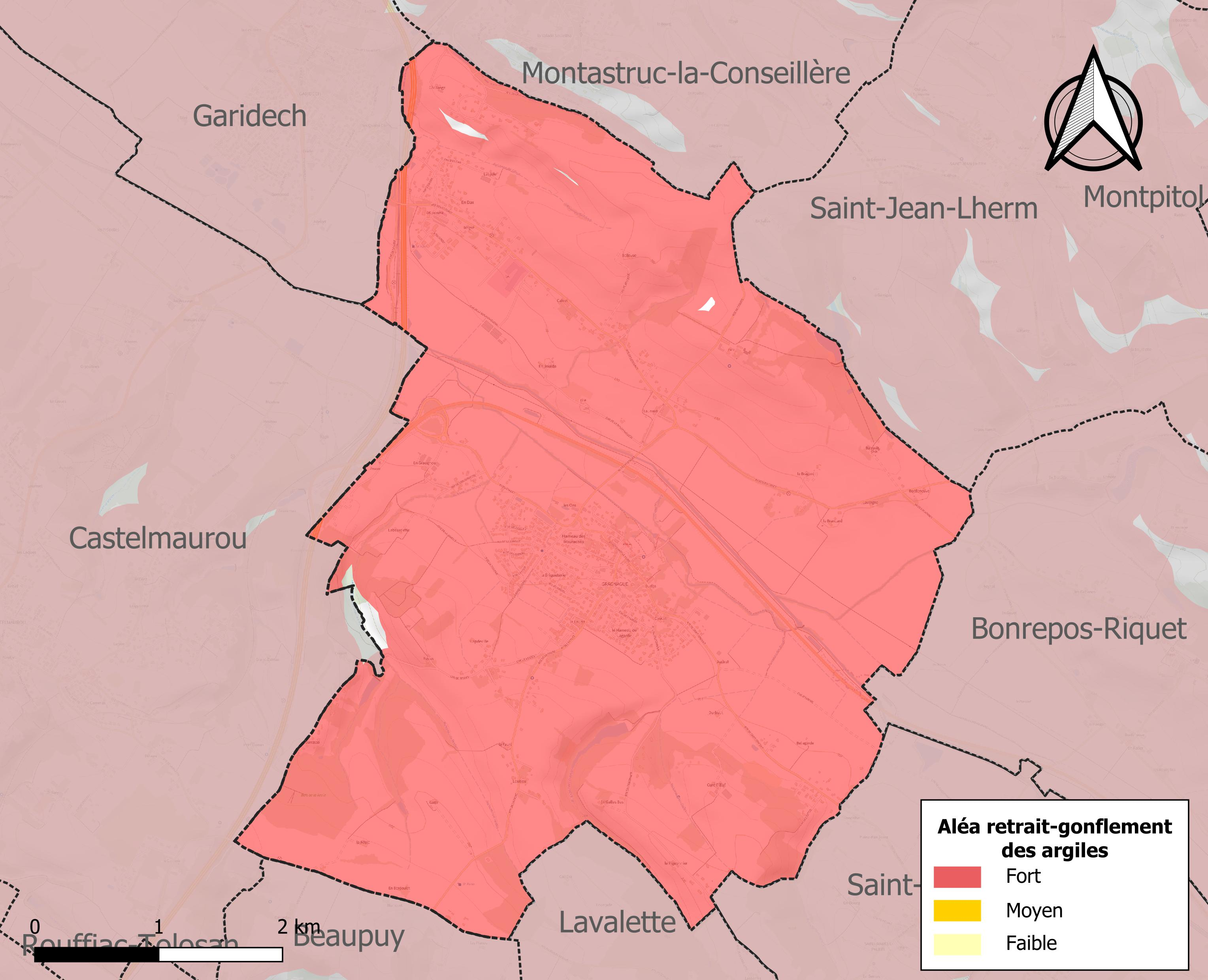
Carte des zones d'aléa retrait-gonflement des sols argileux de Gragnague.

Le retrait-gonflement des sols argileux est susceptible d'engendrer des dommages importants aux bâtiments en cas d’alternance de périodes de sécheresse et de pluie. 99,6 % de la superficie communale est en aléa moyen ou fort (88,8 % au niveau départemental et 48,5 % au niveau national). Sur les 648 bâtiments dénombrés sur la commune en 2019, 648 sont en aléa moyen ou fort, soit 100 %, à comparer aux 98 % au niveau départemental et 54 % au niveau national. Une cartographie de l'exposition du territoire national au retrait gonflement des sols argileux est disponible sur le site du BRGM,.
Par ailleurs, afin de mieux appréhender le risque d’affaissement de terrain, l'inventaire national des cavités souterraines permet de localiser celles situées sur la commune.
Concernant les mouvements de terrains, la commune a été reconnue en état de catastrophe naturelle au titre des dommages causés par la sécheresse en 1989, 1998, 2003, 2011, 2012 et 2016 et par des mouvements de terrain en 1999.

## Toponymie
Ecclesia de Garanaïga au XIe siècle, Garanhago[Quand ?], Garanhaiga[Quand ?], Garagnaco[Quand ?], Gramgagne[Quand ?], Graniague[Quand ?], Granhiage[Quand ?], Graniago[Quand ?], Granhago[Quand ?], Granhaco[Quand ?], puis Gragnague en 1707[réf. nécessaire].
Selon les Gragnaguais le nom Gragnague provient de la grenouille, dont elle était la vedette lors de la fête à la grenouille aujourd'hui remplacée par la fête de la châtaigne.
En réalité, le nom remonterait à un type toponymique gallo-romain *GRANIACA, composé du suffixe -acum (cf. -ac) au féminin -aca et précédé du nom de personne Granius.
En occitan son appellation est Granhaga.

## Histoire

### Héraldique
| Blason de Gragnague | Blason  | Écartelé : au premier et au quatrième de gueules au lion d'or chargé d'une fasce d'azur, accompagné de trois étoiles aussi d'or, au deuxième et au troisième coupé au I d'azur au lion d'argent, lampassé de gueules et au II bandé d'or et de gueules de six pièces. |
| Blason de Gragnague | Détails | Le statut officiel du blason reste à déterminer. |

## Politique et administration

### Administration municipale
Le nombre d'habitants au recensement de 2011 étant compris entre 1 500 habitants et 2 499 habitants, le nombre de membres du conseil municipal pour l'élection de 2014 est de dix neuf,.

### Rattachements administratifs et électoraux
Commune faisant partie de la troisième circonscription de la Haute-Garonne de la communauté de communes des Coteaux du Girou et du canton de Pechbonnieu (avant le redécoupage départemental de 2014, Gragnague faisait partie de l'ex-canton de Verfeil).

### Politique de développement durable
La commune a engagé une politique de développement durable en lançant une démarche d'Agenda 21 en 2009.

## Population et société

### Démographie
L'évolution du nombre d'habitants est connue à travers les recensements de la population effectués dans la commune depuis 1793. Pour les communes de moins de 10 000 habitants, une enquête de recensement portant sur toute la population est réalisée tous les cinq ans, les populations de référence des années intermédiaires étant quant à elles estimées par interpolation ou extrapolation. Pour la commune, le premier recensement exhaustif entrant dans le cadre du nouveau dispositif a été réalisé en 2008.

En 2022, la commune comptait 2 428 habitants, en évolution de +36,25 % par rapport à 2016 (Haute-Garonne : +8,02 %, France hors Mayotte : +2,11 %).
| 1793 | 1800 | 1806 | 1821 | 1831 | 1836 | 1841 | 1846 | 1851 |
| ---- | ---- | ---- | ---- | ---- | ---- | ---- | ---- | ---- |
| 413  | 479  | 432  | 551  | 560  | 668  | 645  | 670  | 677  |

| 1856 | 1861 | 1866 | 1872 | 1876 | 1881 | 1886 | 1891 | 1896 |
| ---- | ---- | ---- | ---- | ---- | ---- | ---- | ---- | ---- |
| 651  | 616  | 635  | 582  | 529  | 540  | 534  | 564  | 520  |

| 1901 | 1906 | 1911 | 1921 | 1926 | 1931 | 1936 | 1946 | 1954 |
| ---- | ---- | ---- | ---- | ---- | ---- | ---- | ---- | ---- |
| 516  | 502  | 475  | 405  | 446  | 410  | 406  | 400  | 442  |

| 1962 | 1968 | 1975 | 1982 | 1990 | 1999  | 2006  | 2008  | 2013  |
| ---- | ---- | ---- | ---- | ---- | ----- | ----- | ----- | ----- |
| 401  | 422  | 596  | 723  | 889  | 1 437 | 1 554 | 1 588 | 1 753 |

| 2018  | 2022  | - | - | - | - | - | - | - |
| ----- | ----- | - | - | - | - | - | - | - |
| 1 853 | 2 428 | - | - | - | - | - | - | - |

L'évolution du nombre d'habitants est connue à travers les recensements de la population effectués dans la commune depuis 1793. Pour les communes de moins de 10 000 habitants, une enquête de recensement portant sur toute la population est réalisée tous les cinq ans, les populations de référence des années intermédiaires étant quant à elles estimées par interpolation ou extrapolation. Pour la commune, le premier recensement exhaustif entrant dans le cadre du nouveau dispositif a été réalisé en 2008.

En 2022, la commune comptait 2 428 habitants, en évolution de +36,25 % par rapport à 2016 (Haute-Garonne : +8,02 %, France hors Mayotte : +2,11 %).
| 1793 | 1800 | 1806 | 1821 | 1831 | 1836 | 1841 | 1846 | 1851 |
| ---- | ---- | ---- | ---- | ---- | ---- | ---- | ---- | ---- |
| 413  | 479  | 432  | 551  | 560  | 668  | 645  | 670  | 677  |

| 1856 | 1861 | 1866 | 1872 | 1876 | 1881 | 1886 | 1891 | 1896 |
| ---- | ---- | ---- | ---- | ---- | ---- | ---- | ---- | ---- |
| 651  | 616  | 635  | 582  | 529  | 540  | 534  | 564  | 520  |

| 1901 | 1906 | 1911 | 1921 | 1926 | 1931 | 1936 | 1946 | 1954 |
| ---- | ---- | ---- | ---- | ---- | ---- | ---- | ---- | ---- |
| 516  | 502  | 475  | 405  | 446  | 410  | 406  | 400  | 442  |

| 1962 | 1968 | 1975 | 1982 | 1990 | 1999  | 2006  | 2008  | 2013  |
| ---- | ---- | ---- | ---- | ---- | ----- | ----- | ----- | ----- |
| 401  | 422  | 596  | 723  | 889  | 1 437 | 1 554 | 1 588 | 1 753 |

| 2018  | 2022  | - | - | - | - | - | - | - |
| ----- | ----- | - | - | - | - | - | - | - |
| 1 853 | 2 428 | - | - | - | - | - | - | - |

| selon la population municipale des années : | 1968 | 1975 | 1982 | 1990 | 1999 | 2006 | 2009 | 2013 |
| Rang de la commune dans le département      | 184  | 142  | 134  | 137  | 103  | 114  | 111  | 118  |
| Nombre de communes du département           | 592  | 582  | 586  | 588  | 588  | 588  | 589  | 589  |

### Enseignement
Gragnague fait partie de l'académie de Toulouse.
L'éducation est assurée sur la commune en 2016 par 4 classes de maternelles et 6 classes élémentaires. L'ouverture d'un lycée polyvalent de 1 800 élèves y est prévu pour la rentrée 2022,.

### Culture et festivités
Comité des fêtes, école de musique, danse, foyer rural,

### Activités sportives
Football, chasse, pétanque, pêche, tennis,

### Écologie et recyclage
La collecte et le traitement des déchets des ménages et des déchets assimilés ainsi que la protection et la mise en valeur de l'environnement se font dans le cadre de la communauté de communes des coteaux du girou.

## Économie

### Revenus
En 2018  (données Insee publiées en septembre 2021), la commune compte 756 ménages fiscaux, regroupant 2 012 personnes. La médiane du revenu disponible par unité de consommation est de 26 970 € (23 140 € dans le département). 65 % des ménages fiscaux sont imposés (55,3 % dans le département).

### Emploi
|                | 2008  | 2013  | 2018  |
| -------------- | ----- | ----- | ----- |
| Commune        | 3,6 % | 6,4 % | 4,9 % |
| Département    | 7,7 % | 9,6 % | 9,3 % |
| France entière | 8,3 % | 10 %  | 10 %  |

En 2018, la population âgée de 15 à 64 ans s'élève à 1 227 personnes, parmi lesquelles on compte 82,5 % d'actifs (77,6 % ayant un emploi et 4,9 % de chômeurs) et 17,5 % d'inactifs,. Depuis 2008, le taux de chômage communal (au sens du recensement) des 15-64 ans est inférieur à celui de la France et du département.
La commune fait partie de la couronne de l'aire d'attraction de Toulouse, du fait qu'au moins 15 % des actifs travaillent dans le pôle,. Elle compte 263 emplois en 2018, contre 225 en 2013 et 194 en 2008. Le nombre d'actifs ayant un emploi résidant dans la commune est de 965, soit un indicateur de concentration d'emploi de 27,2 % et un taux d'activité parmi les 15 ans ou plus de 69,6 %.
Sur ces 965 actifs de 15 ans ou plus ayant un emploi, 98 travaillent dans la commune, soit 10 % des habitants. Pour se rendre au travail, 88,7 % des habitants utilisent un véhicule personnel ou de fonction à quatre roues, 5,8 % les transports en commun, 2,5 % s'y rendent en deux-roues, à vélo ou à pied et 3 % n'ont pas besoin de transport (travail au domicile).

### Activités hors agriculture

#### Secteurs d'activités
177 établissements sont implantés  à Gragnague au 31 décembre 2019. Le tableau ci-dessous en détaille le nombre par secteur d'activité et compare les ratios avec ceux du département,.
| Secteur d'activité                                                                                        | Commune | Commune | Département |
| Secteur d'activité                                                                                        | Nombre  | %       | %           |
| --- | ------- | ------- | ----------- |
| Ensemble                                                                                                  | 177     | 100 %   | (100 %)     |
| Industrie manufacturière, industries extractives et autres                                                | 8       | 4,5 %   | (5,7 %)     |
| Construction                                                                                              | 30      | 16,9 %  | (12 %)      |
| Commerce de gros et de détail, transports, hébergement et restauration                                    | 40      | 22,6 %  | (25,9 %)    |
| Information et communication                                                                              | 12      | 6,8 %   | (4,1 %)     |
| Activités financières et d'assurance                                                                      | 6       | 3,4 %   | (3,8 %)     |
| Activités immobilières                                                                                    | 5       | 2,8 %   | (4,2 %)     |
| Activités spécialisées, scientifiques et techniques et activités de services administratifs et de soutien | 40      | 22,6 %  | (19,8 %)    |
| Administration publique, enseignement, santé humaine et action sociale                                    | 22      | 12,4 %  | (16,6 %)    |
| Autres activités de services                                                                              | 14      | 7,9 %   | (7,9 %)     |

Le secteur des activités spécialisées, scientifiques et techniques et des activités de services administratifs et de soutien est prépondérant sur la commune puisqu'il représente 22,6 % du nombre total d'établissements de la commune (40 sur les 177 entreprises implantées  à Gragnague), contre 19,8 % au niveau départemental.

#### Entreprises et commerces
Les cinq entreprises ayant leur siège social sur le territoire communal qui génèrent le plus de chiffre d'affaires en 2020 sont : 
- Primo Construction, construction d'autres bâtiments (13 067 k€)
- Primo Charpente, travaux de charpente (3 405 k€)
- Ste D'etudes Et De Recherches De Produits SERP - Serp, commerce de gros (commerce interentreprises) de parfumerie et de produits de beauté (1 265 k€)
- Primo Groupe, activités des sociétés holding (990 k€)
- Plexial Composites, autres travaux de finition (888 k€)

L'agriculture basée sur la culture de céréales (maïs, blé…) a encore une place importante mais tend à diminuer en faveur de zones résidentielles liées à la proximité de l'agglomération toulousaine puisque Gragnague se trouve dans son aire urbaine.

### Agriculture
La commune est dans le Lauragais, une petite région agricole occupant le nord-est du département de la Haute-Garonne, dont les coteaux portent des grandes cultures en sec avec une dominante blé dur et tournesol. En 2020, l'orientation technico-économique de l'agriculture  sur la commune est l'exploitation de grandes cultures (hors céréales et oléoprotéagineuses).
|               | 1988 | 2000 | 2010 | 2020 |
| ------------- | ---- | ---- | ---- | ---- |
| Exploitations | 21   | 19   | 17   | 14   |
| SAU (ha)      | 884  | 904  | 859  | 799  |

Le nombre d'exploitations agricoles en activité et ayant leur siège dans la commune est passé de 21 lors du recensement agricole de 1988  à 19 en 2000 puis à 17 en 2010 et enfin à 14 en 2020, soit une baisse de 33 % en 32 ans. Le même mouvement est observé à l'échelle du département qui a perdu pendant cette période 57 % de ses exploitations,. La surface agricole utilisée sur la commune a également diminué, passant de 884 ha en 1988 à 799 ha en 2020. Parallèlement la surface agricole utilisée moyenne par exploitation a augmenté, passant de 42 à 57 ha.

## Culture locale et patrimoine

### Lieux et monuments
- Église Saint-Vincent, à campenard.
- Stèle des fusillés du bois de la Reulle.
- À Toulouse, un immeuble s'appelle le Petit Gragnague[56],[57],[58]. À côté, se trouvait le Pont du Petit Gragnague remplacé par les Ponts-Jumeaux.

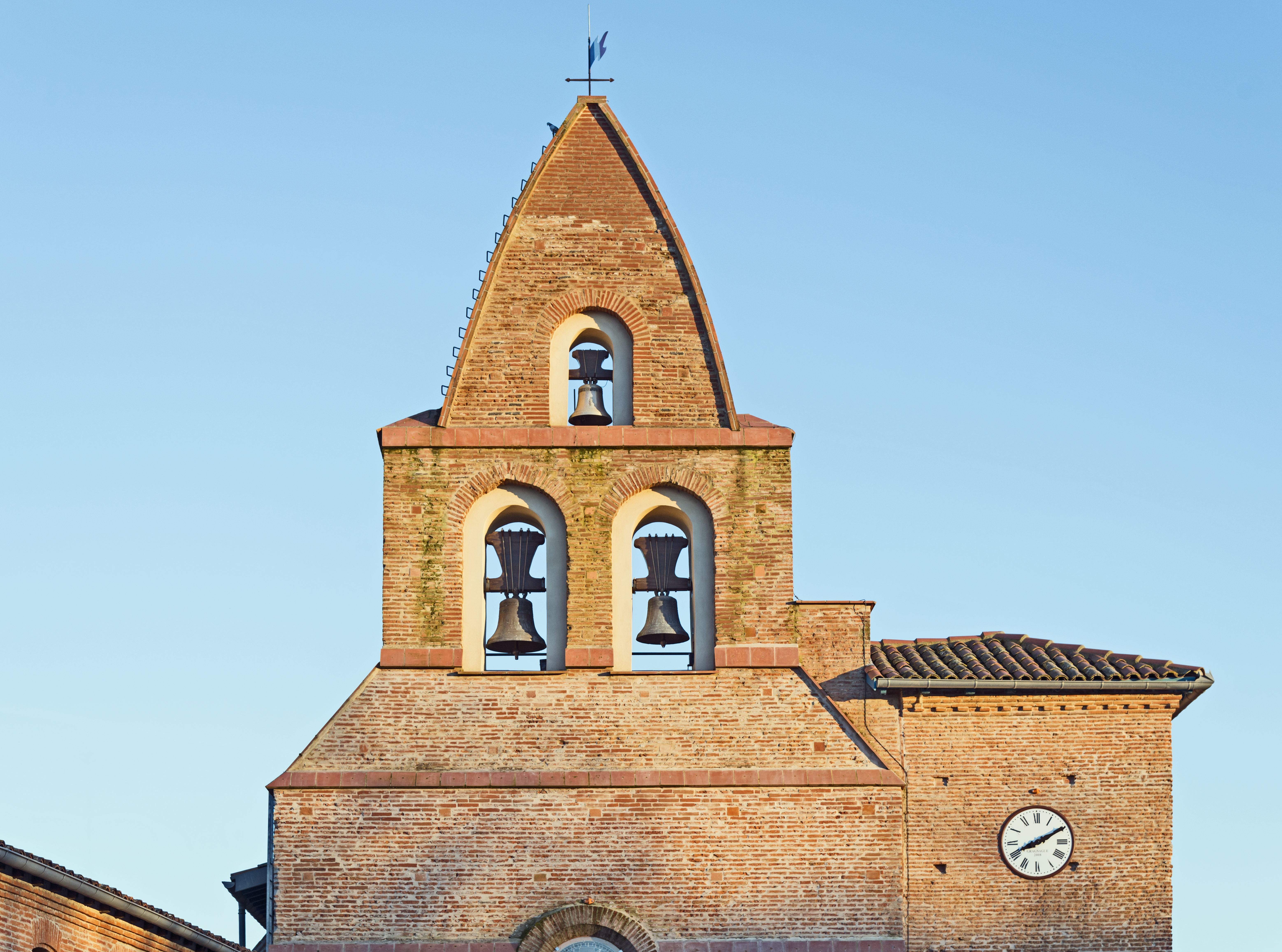
Le clocher-mur de l'église Saint-Vincent.
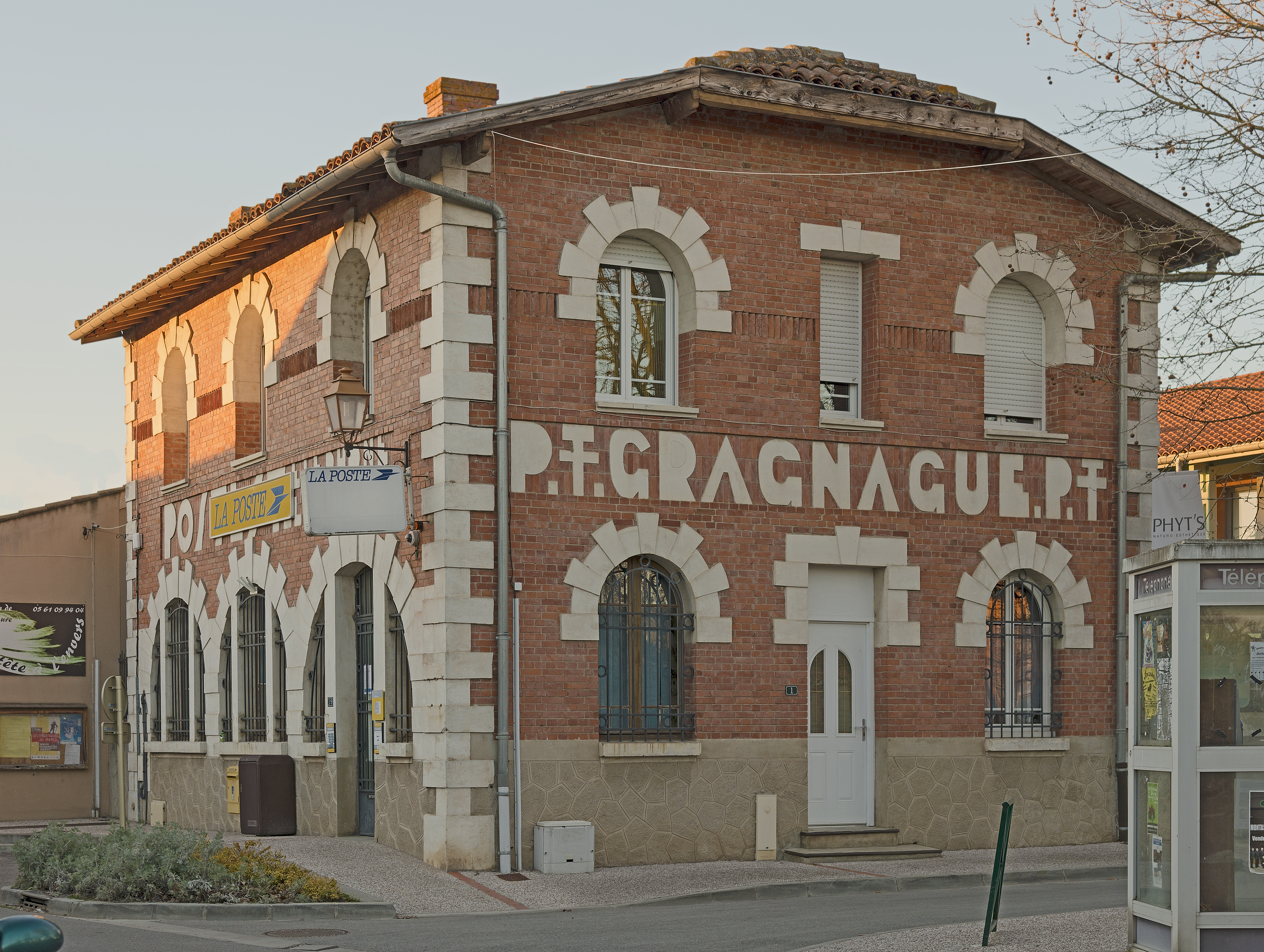
La poste.

### Personnalités liées à la commune
- Jean Ernest Ducos de Lahitte.

#### Site de l'Insee
1. 1 2 3 4 5  Insee, « Métadonnées de la commune de Gragnague ».
2. ↑  « La grille communale de densité », sur insee,fr, 28 mai 2024 (consulté le 27 juin 2024).
3. ↑  « Liste des communes composant l'aire d'attraction de Toulouse », sur insee.fr (consulté le 27 juin 2024).
4. ↑  Marie-Pierre de Bellefon, Pascal Eusebio, Jocelyn Forest, Olivier Pégaz-Blanc et Raymond Warnod (Insee), « En France, neuf personnes sur dix vivent dans l’aire d’attraction d’une ville », sur insee.fr, 21 octobre 2020 (consulté le 27 juin 2024).
5. ↑  « REV T1 - Ménages fiscaux de l'année 2018 à Gragnague » (consulté le 2 février 2022).
6. ↑  « REV T1 - Ménages fiscaux de l'année 2018 dans la Haute-Garonne » (consulté le 2 février 2022).
7. 1 2  « Emp T1 - Population de 15 à 64 ans par type d'activité en 2018 à Gragnague » (consulté le 2 février 2022).
8. ↑  « Emp T1 - Population de 15 à 64 ans par type d'activité en 2018 dans la Haute-Garonne » (consulté le 2 février 2022).
9. ↑  « Emp T1 - Population de 15 à 64 ans par type d'activité en 2018 dans la France entière » (consulté le 2 février 2022).
10. ↑  « Base des aires d'attraction des villes 2020 », sur site de l'Insee (consulté le 10 avril 2021).
11. ↑  « Emp T5 - Emploi et activité en 2018 à Gragnague » (consulté le 2 février 2022).
12. ↑  « ACT T4 - Lieu de travail des actifs de 15 ans ou plus ayant un emploi qui résident dans la commune en 2018 » (consulté le 2 février 2022).
13. ↑  « ACT G2 - Part des moyens de transport utilisés pour se rendre au travail en 2018 » (consulté le 2 février 2022).
14. ↑  « DEN T5 - Nombre d'établissements par secteur d'activité au 31 décembre 2019 à Gragnague » (consulté le 12 février 2022).
15. ↑  « DEN T5 - Nombre d'établissements par secteur d'activité au 31 décembre 2019 dans la Haute-Garonne » (consulté le 12 février 2022).

#### Autres sources
1. ↑  Stephan Georg, « Distance entre Gragnague et Toulouse », sur fr.distance.to (consulté le 24 août 2021).
2. ↑  
Stephan Georg, « Distance entre Gragnague et Pechbonnieu », sur fr.distance.to (consulté le 24 août 2021).
3. ↑  « Communes les plus proches de Gragnague », sur villorama.com (consulté le 24 août 2021).
4. ↑  Frédéric Zégierman, Le guide des pays de France - Sud, Paris, Fayard, avril 1999 (ISBN 2-213-59961-0), p. 309-310.
5. ↑  Carte IGN sous Géoportail
6. ↑  Répertoire géographique des communes, publié par l'Institut national de l'information géographique et forestière, [lire en ligne].
7. ↑  « Le réseau hydrographique du bassin Adour-Garonne. » [PDF], sur draaf.occitanie.agriculture.gouv.fr (consulté le 5 novembre 2021).
8. ↑  « Fiche communale de Gragnague », sur le système d'information pour la gestion des eaux souterraines en Occitanie (consulté le 5 novembre 2021).
9. ↑  Sandre, « le Girou »
10. ↑  Sandre, « le ruisseau de Laragou »
11. 1 2  Daniel Joly, Thierry Brossard, Hervé Cardot, Jean Cavailhes, Mohamed Hilal et Pierre Wavresky, « Les types de climats en France, une construction spatiale », Cybergéo, revue européenne de géographie - European Journal of Geography, no 501,‎ 18 juin 2010 (DOI 10.4000/cybergeo.23155, lire en ligne, consulté le 21 novembre 2023)
12. ↑  « Zonages climatiques en France métropolitaine. », sur pluiesextremes.meteo.fr (consulté le 21 novembre 2023).
13. ↑  « Orthodromie entre Gragnague et Blagnac », sur fr.distance.to (consulté le 21 novembre 2023).
14. ↑  « Station Météo-France « Toulouse-Blagnac » (commune de Blagnac) - fiche climatologique - période 1991-2020 », sur donneespubliques.meteofrance.fr (consulté le 21 novembre 2023).
15. ↑  « Station Météo-France « Toulouse-Blagnac » (commune de Blagnac) - fiche de métadonnées. », sur donneespubliques.meteofrance.fr (consulté le 21 novembre 2023).
16. ↑  « Climadiag Commune : diagnostiquez les enjeux climatiques de votre collectivité. », sur meteofrance.fr, novembre 2022 (consulté le 21 novembre 2023).
17. ↑  « Liste des zones Natura 2000 de la commune de Gragnague », sur le site de l'Inventaire national du patrimoine naturel (consulté le 29 août 2021).
18. ↑  « Liste des ZNIEFF de la commune de Gragnague », sur le site de l'Inventaire national du patrimoine naturel (consulté le 29 août 2021).
19. ↑  « Liste des espaces protégés sur la commune de Gragnague », sur le site de l'Inventaire national du patrimoine naturel (consulté le 29 août 2021).
20. ↑  « CORINE Land Cover (CLC) - Répartition des superficies en 15 postes d'occupation des sols (métropole). », sur le site des données et études statistiques du ministère de la Transition écologique. (consulté le 14 avril 2021).
21. 1 2 3  « Les risques près de chez moi - commune de Gragnague », sur Géorisques (consulté le 17 octobre 2022).
22. ↑  BRGM, « Évaluez simplement et rapidement les risques de votre bien », sur Géorisques (consulté le 10 septembre 2022).
23. ↑  « Dossier départemental des risques majeurs dans la Haute-Garonne », sur haute-garonne.gouv.fr (consulté le 10 septembre 2022), partie 1 -  chapitre Risque inondation.
24. ↑  « Retrait-gonflement des argiles », sur le site de l'observatoire national des risques naturels (consulté le 10 septembre 2022).
25. ↑  « Liste des cavités souterraines localisées sur la commune de Gragnague », sur georisques.gouv.fr (consulté le 10 septembre 2022).
26. ↑  La première mention du nom de Gragnague se trouve dans le capitulaire (registre de l’an 1000) de St-Sernin de Toulouse.
27. ↑  Albert Dauzat et Charles Rostaing, Dictionnaire étymologique des noms de lieu en France, Librairie Guénégaud, Paris, 1979, p. 327b.
28. ↑  art L. 2121-2 du code général des collectivités territoriales.
29. ↑  « Résultats des élections municipales et communautaires 2014 », sur interieur.gouv.fr (consulté le 11 septembre 2020).
30. 1 2  Fiche généalogique Jean Baptiste DE BERNARD DE SEIGNEURENS IV, sur geneanet.org
31. ↑  Fiche généalogique Adolphe Duclos de Bouillas, sur geneanet.org
32. ↑  Fiche généalogique Eugène Duclos de Bouillas, sur geneanet.org
33. ↑  Fiche généalogique Roger Duclos de Bouillas, sur geneanet.org
34. ↑  FICHE | Agenda 21 de Territoires - Gragnague, consultée le 26 octobre 2017
35. 1 2  L'organisation du recensement, sur insee.fr.
36. ↑  Calendrier départemental des recensements, sur insee.fr.
37. 1 2  Des villages de Cassini aux communes d'aujourd'hui sur le site de l'École des hautes études en sciences sociales.
38. ↑  Fiches Insee - Populations de référence de la commune pour les années 2006, 2007, 2008, 2009, 2010, 2011, 2012, 2013, 2014, 2015, 2016, 2017, 2018, 2019, 2020, 2021 et 2022.
39. ↑  Calendrier départemental des recensements, sur insee.fr.
40. ↑  Fiches Insee - Populations de référence de la commune pour les années 2006, 2007, 2008, 2009, 2010, 2011, 2012, 2013, 2014, 2015, 2016, 2017, 2018, 2019, 2020, 2021 et 2022.
41. 1 2 3 4 5  INSEE, « Population selon le sexe et l'âge quinquennal de 1968 à 2012 (1990 à 2012 pour les DOM) », sur insee.fr, 15 octobre 2015 (consulté le 10 janvier 2016).
42. ↑  INSEE, « Populations légales 2006 des départements et des collectivités d'outre-mer », sur insee.fr, 1er janvier 2009 (consulté le 8 janvier 2016).
43. ↑  INSEE, « Populations légales 2009 des départements et des collectivités d'outre-mer », sur insee.fr, 1er janvier 2012 (consulté le 8 janvier 2016).
44. ↑  INSEE, « Populations légales 2013 des départements et des collectivités d'outre-mer », sur insee.fr, 1er janvier 2016 (consulté le 8 janvier 2016).
45. ↑  « Scolarité - Site officiel de la commune de Gragnague », sur Site officiel de la commune de Gragnague (consulté le 11 septembre 2020).

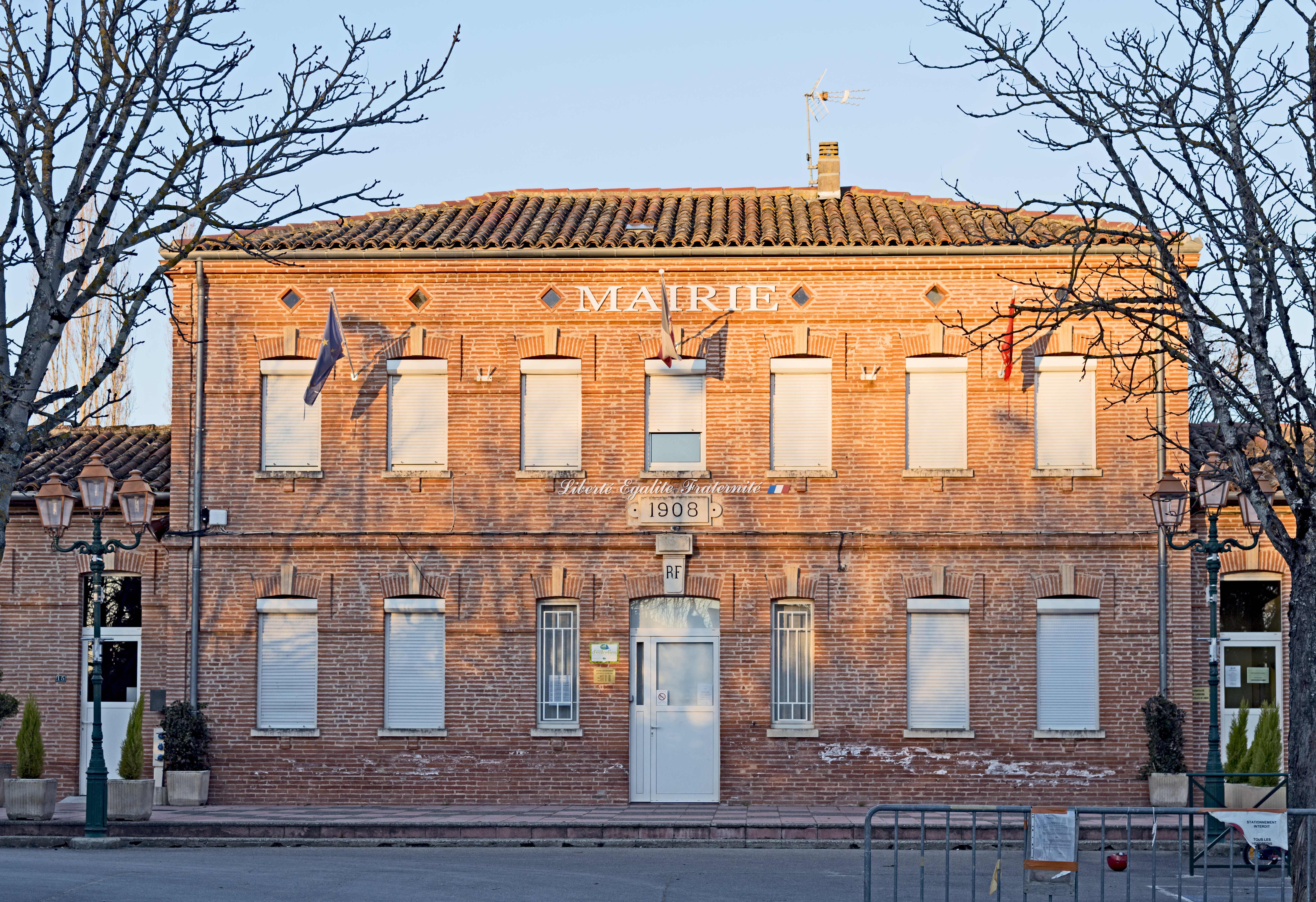
La mairie.

46. ↑  https://www.gragnague.fr/lycee-de-gragnague-ouverture-en-2022/
47. ↑  https://france3-regions.francetvinfo.fr/occitanie/haute-garonne/toulouse/haute-garonne-polemique-autour-du-futur-lycee-de-gragnague-2452803.html
48. ↑  http://www.gragnague.fr/associations-culture-et-loisirs-2016-2017-503.html
49. ↑  http://www.gragnague.fr/associations-sportives-2016-2017-459.html
50. ↑  http://www.cc-coteaux-du-girou.fr/index.php/vie-quotidienne/les-ordures-menageres
51. ↑  « Entreprises à Gragnague », sur entreprises.lefigaro.fr (consulté le 12 février 2022).
52. ↑  « Les régions agricoles (RA), petites régions agricoles(PRA) - Année de référence : 2017 », sur agreste.agriculture.gouv.fr (consulté le 12 février 2022).
53. ↑  Présentation des premiers résultats du recensement agricole 2020, Ministère de l’agriculture et de l’alimentation, 10 décembre 2021
54. 1 2  « Fiche de recensement agricole - Exploitations ayant leur siège dans la commune de Gragnague - Données générales », sur recensement-agricole.agriculture.gouv.fr (consulté le 12 février 2022).
55. ↑  « Fiche de recensement agricole - Exploitations ayant leur siège dans le département de la Haute-Garonne » (consulté le 12 février 2022).
56. ↑  http://www.mairie-gragnague.fr/pageLibre00011af8.asp
57. ↑  Carte de la bataille de Toulouse 10 avril 1814, consultable sur https://commons.wikimedia.org/wiki/File:Bataille_toulouse_1814.jpg
58. ↑  http://septdeniersweb.free.fr/son%20histoire/petit%20gragnague.htm